# Správní obvod obce s rozšířenou působností Karlovy Vary
Správní obvod obce s rozšířenou působností Karlovy Vary je od 1. ledna 2003 jedním ze dvou správních obvodů rozšířené působnosti obcí v okrese Karlovy Vary v Karlovarském kraji. Čítá 40 obcí a jeden vojenský újezd.
Města Karlovy Vary, Nejdek, Toužim, Žlutice a vojenský újezd Hradiště jsou obcemi s pověřeným obecním úřadem.

## Seznam obcí
Poznámka: Města jsou vyznačena tučně.
- Andělská Hora
- Bečov nad Teplou
- Bochov
- Božičany
- Bražec
- Březová
- Černava
- Čichalov
- Dalovice
- Děpoltovice
- Hory
- Chodov
- Chyše
- Jenišov
- Karlovy Vary
- Kolová
- Krásné Údolí
- Kyselka
- Mírová
- Nejdek
- Nová Role
- Nové Hamry
- Otovice
- Otročín
- Pila
- Pšov
- Sadov
- Smolné Pece
- Stanovice
- Stružná
- Šemnice
- Štědrá
- Teplička
- Toužim
- Útvina
- Valeč
- Verušičky
- Vrbice
- Vysoká Pec
- Žlutice
- vojenský újezd Hradiště

## Obyvatelstvo
| Rok  | Obyv.   | ± %     |
| ---- | ------- | ------- |
| 1869 | 90 461  | —       |
| 1880 | 102 725 | +13,6 % |
| 1890 | 109 722 | +6,8 %  |
| 1900 | 127 688 | +16,4 % |
| 1910 | 142 297 | +11,4 % |

| Rok  | Obyv.   | ± %     |
| ---- | ------- | ------- |
| 1921 | 138 647 | −2,6 %  |
| 1930 | 154 589 | +11,5 % |
| 1950 | 79 593  | −48,5 % |
| 1961 | 88 280  | +10,9 % |
| 1970 | 92 157  | +4,4 %  |

| Rok  | Obyv.  | ± %    |
| ---- | ------ | ------ |
| 1980 | 95 486 | +3,6 % |
| 1991 | 91 822 | −3,8 % |
| 2001 | 90 333 | −1,6 % |
| 2011 | 86 099 | −4,7 % |
| 2021 | 81 840 | −4,9 % |